# Post Hoc, Ergo Propter Hoc
«Post Hoc, Ergo Propter Hoc» es el segundo capítulo de la serie dramática El ala oeste de la Casa Blanca.

## Argumento
Sam Seaborn decide continuar con su relación platónica con Laurie, la señorita de compañía que ha conocido recientemente, a pesar de que ello puede perjudicar su futuro político. C. J. intenta arbitrar una disputa entre el presidente Bartlett y el vicepresidente Hoynes. Mientras, se estudia la posibilidad de contratar a la analista política Mandy Hampton, exnovia de Josh Lyman. 
El presidente se reúne con su nuevo médico, el capitán Morris Tolliver, justo después del nacimiento de su primera hija. El capítulo termina cuando Leo McGarry informa al presidente de que Morris ha muerto mientras se dirigía a un hospital militar en Jordania, al estrellarse su avión por disparos del Ministerio de Defensa Sirio.

## Curiosidades
- La banda sonora de la cCabecera, compuesta por W.G. Walden, fue estrenada en este capítulo.
- En una reunión en el despacho oval el presidente suelta el dicho "Post Hoc, Ergo Propter Hoc". Leo McGarry lo traduce como "después de esto, luego a consecuencia de esto". Viene a explicar una falacia, y es que si un acontecimiento sucede después de otro no tiene porque ser consecuencia del primero.